# Basilisco (imperatore)
Flavio Basilisco (in greco Βασιλίσκος?, Basilìskos; latino: Flavius Basiliscus; ... – Cappadocia, inverno 476/477) è stato un imperatore romano d'Oriente della dinastia trace; regnò per un breve periodo (9 gennaio 475 – agosto 476), quando l'imperatore Zenone fu obbligato a lasciare Costantinopoli a causa di una rivolta.
Basilisco era il fratello dell'imperatrice Verina, moglie dell'imperatore Leone I. La sua parentela con l'imperatore favorì la carriera militare di Basilisco, che però terminò bruscamente nel 468, quando Basilisco condusse la disastrosa operazione contro il regno dei Vandali in Africa, in una delle più vaste operazioni militari dell'antichità. Riuscì poi a salire al trono nel 475, ma, una volta ottenuto il potere, si alienò in breve tempo il fondamentale sostegno della chiesa e della popolazione della sua capitale, promuovendo una posizione cristologica minoritaria, e quello dei militari, praticando il nepotismo. Dopo venti mesi di regno venne spodestato da Zenone, che catturò e uccise Basilisco e la sua famiglia.

## Origini e inizi della carriera militare e politica

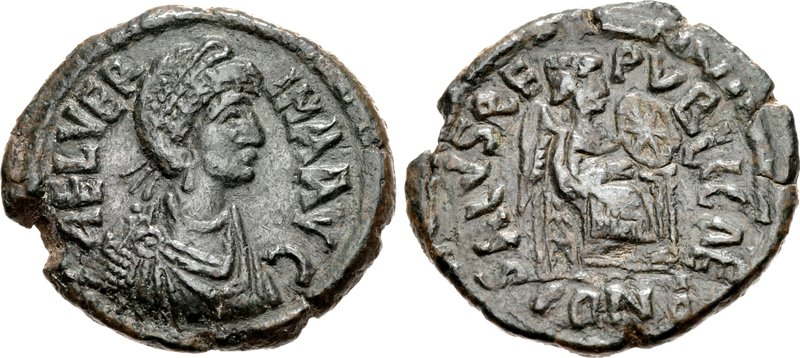
Moneta coniata a nome di Elia Verina, moglie e poi vedova dell'imperatore Leone I. Sorella di Basilisco, Verina lo aiutò sia nella sua carriera militare sia in quella civile; involontariamente gli diede anche l'opportunità di diventare imperatore.

Probabilmente di origine balcanica, Basilisco era fratello dell'imperatrice Elia Verina, moglie di Leone I. Si è sostenuto che Basilisco fosse lo zio del capo degli Eruli, Odoacre, secondo l'interpretazione data di un frammento di Giovanni di Antiochia (209.1), che afferma che Odoacre e Armazio, nipote di Basilisco, fossero fratelli. Tale posizione non è accettata da tutti gli studiosi, in quanto nessuna fonte fa alcun riferimento a eventuali origini straniere di Basilisco. È noto che Basilisco avesse una moglie, Zenonide, da cui ebbe un figlio, Marco, e forse altri due, di nome Zenone e Leone.
La sua carriera militare fu inizialmente favorita dalla parentela dell'imperatore, che lo nominò dux della Tracia. Qui Basilisco condusse una vittoriosa campagna militare contro i Bulgari, nel 463. Succedette a Rusticio come magister militum per Thracias (in Tracia, nel 464) e ottenne diversi successi contro i Goti e gli Unni (466 o 467).
Tali successi gli fecero ottenere il consolato per il 465, e forse anche il rango di patricius.

## Disastrosa spedizione contro i Vandali

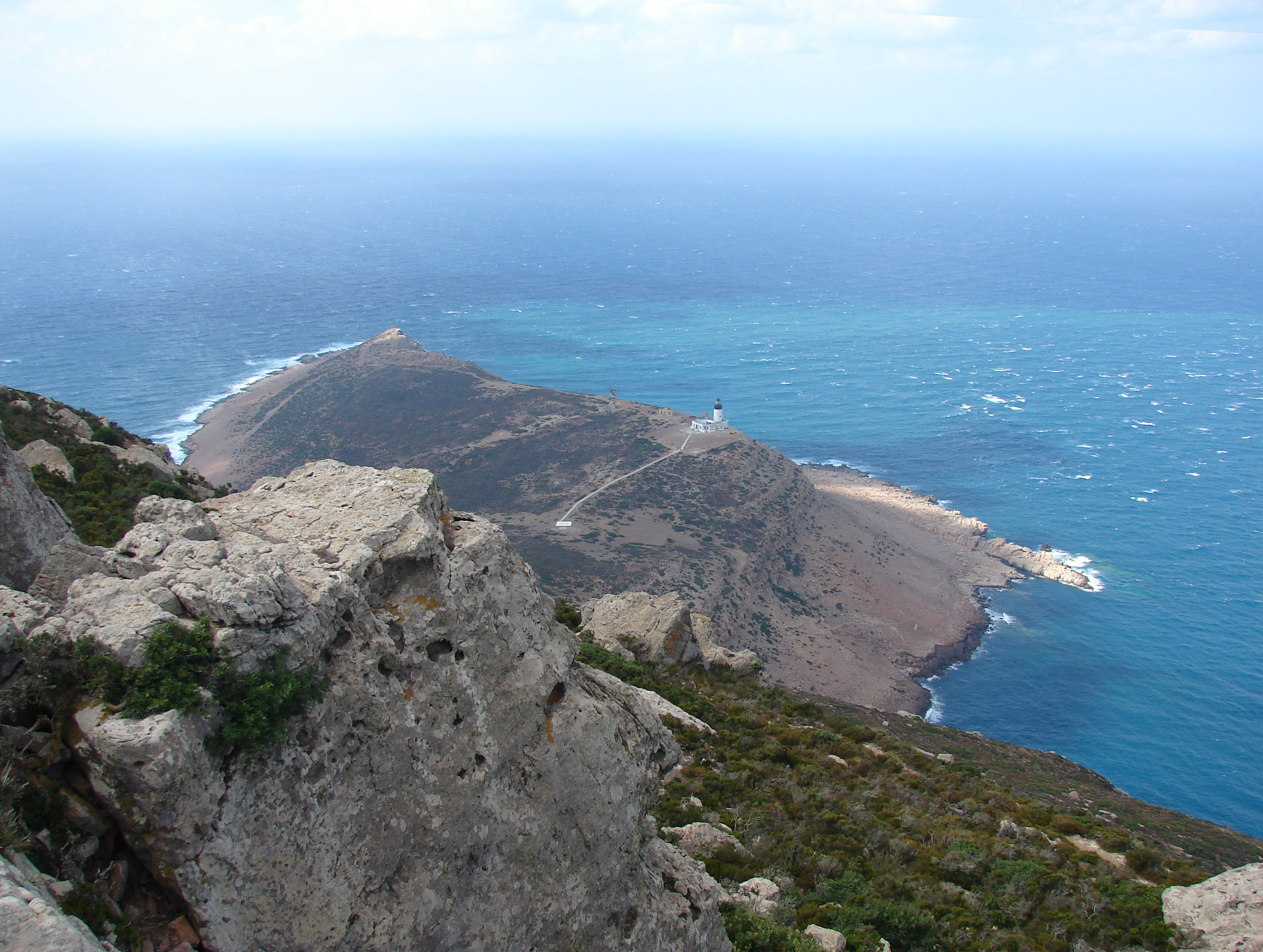
Il Capo Bon, nell'odierna Tunisia, è il luogo dove la flotta bizantina, comandata da Basilisco, sbarcò per attaccare la capitale dei Vandali, Cartagine.

Nel 468 Leone scelse Basilisco come comandante in capo della spedizione militare contro Cartagine. L'attacco alla capitale dei Vandali fu una delle più vaste operazioni militari della storia antica, coordinata tra più forze, con più di mille navi e centomila soldati. Lo scopo dell'operazione era di punire il re vandalo Genserico per il sacco di Roma del 455, durante il quale l'antica capitale dell'Impero romano d'Occidente era stata depredata, e l'imperatrice Licinia Eudossia, vedova di Valentiniano III, era stata presa in ostaggio insieme alle figlie.
Il piano fu concordato tra l'imperatore d'Oriente Leone, l'imperatore d'Occidente Antemio e il generale Marcellino, che godeva di una certa indipendenza nell'Illirico. Basilisco salpò direttamente per Cartagine, mentre Marcellino attaccò e conquistò la Sardegna e un terzo contingente, comandato da Eraclio di Edessa, sbarcò sulle coste libiche a est di Cartagine, avanzando rapidamente.
Gli storici antichi e moderni hanno fornito stime differenti riguardo al numero di navi e truppe sotto il comando di Basilisco, come pure riguardo ai costi della spedizione. Entrambi furono enormi: Niceforo Gregora parla di centomila navi, il più affidabile Giorgio Cedreno afferma che la flotta che attaccò Cartagine consisteva di 1113 navi, ciascuna con cento uomini a bordo. La stima più prudenziale dei costi della spedizione è di 64000 libbre di oro, una somma superiore agli introiti annuali del fisco imperiale, mentre Procopio di Cesarea parla di 130000 libbre di oro.
All'inizio Basilisco impegnò la flotta dei Vandali in una serie di scontri vittoriosi, affondando 340 navi nemiche. La Sardegna e la Libia erano già state conquistate da Marcellino ed Eraclio, quando Basilisco gettò l'ancora al largo del promontorium Mercurii, oggi Capo Bon, a circa sessanta chilometri da Cartagine. Genserico chiese a Basilisco di concedergli cinque giorni per elaborare le condizioni per la pace. Durante i negoziati, tuttavia, Genserico raccolse le proprie navi, ne riempì alcune di materiale incendiario e, durante la notte, attaccò all'improvviso la flotta imperiale, lanciando le navi incendiarie contro quelle nemiche, non sorvegliate. I comandanti imperiali provarono a salvare alcune navi dalla distruzione, ma le loro manovre furono interrotte dall'attacco dei restanti vascelli vandali. Basilisco fuggì col proprio vascello nel mezzo della battaglia.
A seguito della perdita di gran parte della flotta, la spedizione fallì. Eraclio si ritirò attraverso il deserto nella Tripolitania, tenendo la posizione per due anni finché non fu richiamato; Marcellino si ritirò in Sicilia, dove venne raggiunto da Basilisco, ma fu assassinato, forse per istigazione del potente generale d'Occidente Ricimero, da uno dei propri capitani. Il sovrano dei Vandali espresse sorpresa e soddisfazione, perché i Romei stessi avevano eliminato uno dei suoi più formidabili nemici.
Al suo ritorno a Costantinopoli Basilisco si nascose nella chiesa di Santa Sofia per sfuggire all'ira della popolazione e alla vendetta dell'imperatore. Grazie alla mediazione di Verina, Basilisco ottenne il perdono imperiale, e fu punito solo con l'esilio a Eraclea Sintica, in Tracia.
Va considerato che nel giudizio degli storici moderni la responsabilità di Basilisco nel fallimento della spedizione contro i Vandali è messa in dubbio: a favore di questa interpretazione pesa la possibilità che l'usurpazione di Basilisco e l'odio contro di lui che ne seguì abbiano fatto esprimere giudizi negativi sulla sua capacità di comandante in questa occasione.

## Ascesa al trono

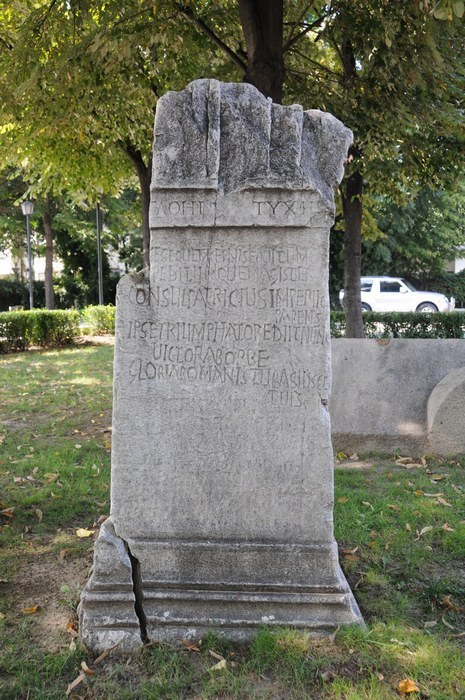
Iscrizione dedicatoria di una statua eretta in onore di Basilisco

Tra il 471 e il 472 Basilisco aiutò Leone I a sbarazzarsi dell'influenza germanica sulla corte collaborando all'assassinio del magister militum, l'alano Ardaburio Aspare. La morte di Aspare causò una rivolta in Tracia, condotta dall'ostrogoto tracio Teodorico Strabone, e Basilisco fu inviato a reprimerla: il successo in questa impresa, ottenuto con l'aiuto del nipote Armazio, gli ottenne nel 474 il rango di caput senatus, «primo tra i senatori».
(AE 1937, 98)
Alla morte di Leone salì sul trono il giovanissimo Leone II (474), figlio di Ariadne, la figlia di Leone I e Verina, e di suo marito, il potente generale di origine isaurica Zenone; considerata la giovane età di Leone II, la corte fece eleggere Zenone co-Augusto, e quando Leone II morì, nel novembre del 474, Zenone rimase unico imperatore. Poiché gli Isaurici, sebbene facenti parte dell'Impero da diverso tempo, erano comunque ritenuti barbari dalla popolazione costantinopolitana, Zenone riscosse l'ostilità della popolazione di Costantinopoli; a questa si aggiunse quella delle componenti germaniche dell'esercito, rappresentate principalmente da Teodorico Strabone (che dopo la rivolta era stato integrato nella gerarchia militare), le quali non gradivano gli ufficiali isaurici assunti da Leone per bilanciare l'influenza ostrogota. Zenone si alienò anche il sostegno del generale isaurico Illo, che fu corrotto da Basilisco. Infine va considerato il risentimento dei familiari di Leone, quali il cognato Basilisco e genero Marciano, che si sentivano estromessi dal trono a causa di un barbaro.
Fu quindi organizzata una cospirazione, che si coagulò attorno alla figura di Verina, l'imperatrice vedova. Tale cospirazione fomentò una rivolta popolare che ebbe l'appoggio dei comandanti militari imperiali — Teodorico Strabone, Illo e Armazio — e riuscì nei suoi intenti: Verina convinse Zenone a fuggire da Costantinopoli e l'imperatore si rifugiò nelle proprie terre d'origine, portando con sé alcuni Isaurici che vivevano nella capitale assieme al tesoro imperiale. Basilisco fu acclamato augusto il 9 gennaio 475 al palazzo Hebdomon, dai ministri di corte e dal Senato. La folla di Costantinopoli ebbe la propria vendetta contro Zenone uccidendo tutti gli Isaurici rimasti in città.
L'inizio del regno fu positivo per il nuovo imperatore, che decise di creare una nuova dinastia conferendo il titolo di augusta alla propria moglie Elia Zenonide, e nominando il proprio figlio Marco cesare e successivamente augusto; esiste la possibilità che abbia nominato altri due figli cesari.

## Governo
Una volta ottenuto il potere, però, Basilisco si alienò in breve tempo il fondamentale sostegno della Chiesa e della popolazione della sua capitale, promuovendo la posizione cristologica monofisita in opposizione alla maggiormente diffusa posizione calcedoniana. Volle rafforzare la propria posizione mettendo uomini di fiducia nei posti chiave dell'amministrazione imperiale ma, così facendo, si mise contro figure importanti della corte, tra le quali la stessa sorella Verina. Il risultato fu che quando Zenone tentò di riconquistare il proprio impero, non trovò alcuna opposizione, e rientrò trionfante in Costantinopoli, catturando e uccidendo Basilisco e la sua famiglia.

### Corruzione e incendio di Costantinopoli

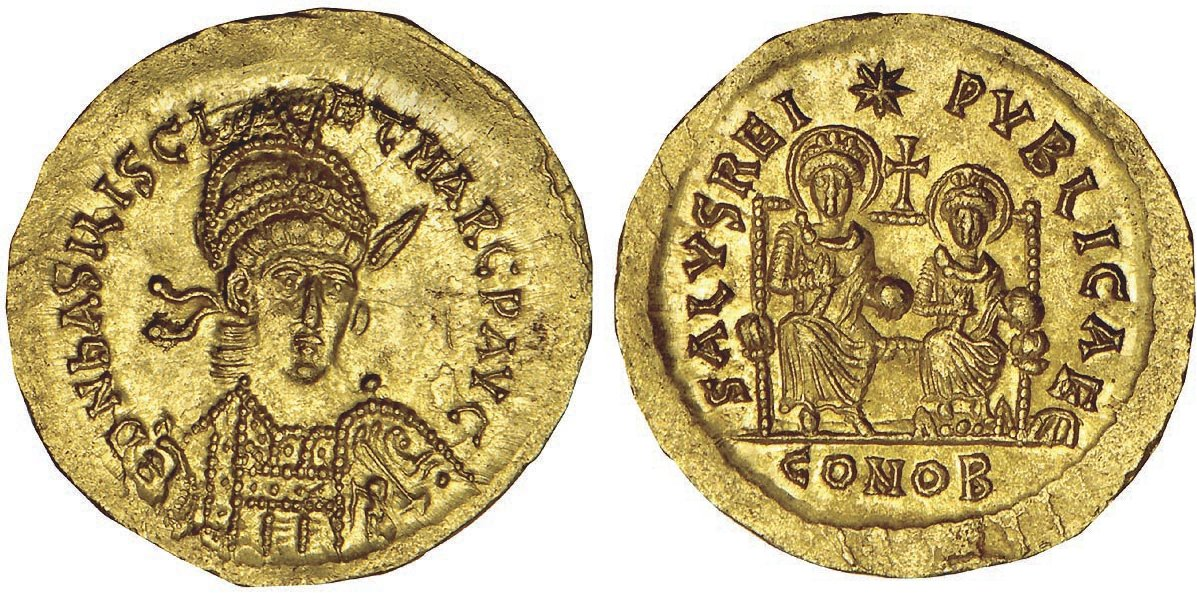
Solido intitolato sia a Basilisco sia al figlio e co-augusto Marco.

Il problema più urgente del nuovo imperatore era rappresentato dalla scarsità di denaro rimasto nelle casse dello Stato, in quanto Zenone era fuggito col tesoro imperiale. Basilisco fu allora obbligato a esigere pesanti tasse persino dai lavoratori più umili, tanto che «tutti versavano molte lacrime alla raccolta di queste tasse». Si risolse anche a tassare la Chiesa, con l'aiuto del prefetto del pretorio Epinico, da lungo tempo favorito di Verina, sua parente; quando il patriarca di Costantinopoli Acacio oppose resistenza, cercò di espellerlo, ma dovette desistere a causa della sollevazione «di un gran numero di cosiddetti “monaci”». Inoltre Basilisco instaurò nuovamente la pratica della vendita all'asta delle cariche, col conseguente diffondersi del malcontento nella popolazione.
All'inizio del suo regno Costantinopoli fu anche colpita da un gigantesco incendio, che distrusse case e chiese, e che incenerì completamente la grande biblioteca costruita dall'imperatore Giuliano. L'incendio fu considerato di cattivo auspicio per il regno di Basilisco.

### Contrasti con i collaboratori
La prima ad abbandonare Basilisco fu la sorella Verina, quando Basilisco fece giustiziare il magister officiorum Patrizio, amante della donna. Verina aveva organizzato il colpo di Stato contro Zenone progettando di mettere sul trono Patrizio, ma era stata preceduta da Basilisco, il quale, poco dopo essere salito al trono, ordinò l'esecuzione dell'amante di Verina, che era il candidato naturale per un eventuale ulteriore colpo di Stato. Questa esecuzione allontanò Verina dal fratello, tanto che in seguito l'imperatrice complottò contro Basilisco: secondo Candidus, dopo la morte di Patrizio Verina complottò in favore di un ritorno di Zenone, ma il suo piano fu scoperto da Basilisco, e solo l'intercessione di Armazio le salvò la vita.
Anche Teodorico Strabone, che era stato spinto a sostenere l'elezione di Basilisco in odio all'isaurico Zenone, abbandonò rapidamente il nuovo imperatore: infatti Basilisco aveva nominato il proprio nipote Armazio (che secondo alcune voci era anche amante di sua moglie) allo stesso rango di magister militum di Strabone. Infine anche il sostegno dell'isaurico Illo era alquanto vacillante, poiché Basilisco aveva permesso il massacro degli Isaurici rimasti in città dopo la fuga di Zenone.

### Controversie religiose

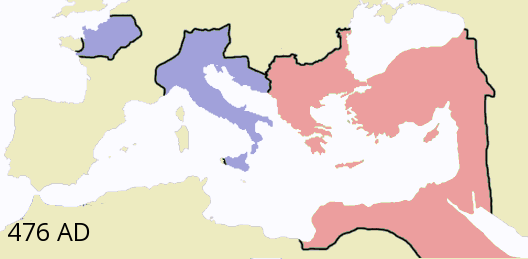
Il mondo romano nel 476
(rosso) Impero romano d'Oriente
(blu) Impero romano d'Occidente

All'epoca di Basilisco la fede cristiana era scossa dal contrasto tra monofisiti e sostenitori del Concilio di Calcedonia (451), due opposte posizioni cristologiche: i monofisiti sostenevano che Cristo avesse avuto solo la natura divina, i calcedoniani affermavano che avesse posseduto entrambe le nature, divina e umana. Il Concilio di Calcedonia, convocato nel 451 dall'imperatore Marciano, aveva dichiarato il monofisismo un'eresia, col sostegno del Papa in Occidente e di molti vescovi in Oriente. Sebbene due importanti Patriarchi monofisiti, Timoteo Eluro di Alessandria e Pietro Fullo di Antiochia, fossero stati deposti, la posizione monofisita rimase forte.
Sin dall'inizio del proprio regno Basilisco appoggiò apertamente i monofisiti e richiamò e reintegrò nelle proprie cariche Timoteo Erulo e Pietro Fullo. Zaccaria Scolastico racconta di un gruppo di monaci monofisiti egiziani, che avendo saputo della morte dell'imperatore Leone, erano partiti da Alessandria per Costantinopoli con una petizione per l'imperatore Zenone in favore del Patriarca di Alessandria Timoteo; al loro arrivo alla capitale trovarono sul trono Basilisco, appena eletto. Il magister officiorum Teocisto, già medico di Basilisco e fratello di uno dei monaci, con l'aiuto dell'imperatrice Zenonide, ottenne per i monaci udienza da Basilisco, il quale venne convinto a richiamare i patriarchi monofisiti dall'esilio.
A nome di Basilisco e Marco venne promulgata (9 aprile 475) una circolare (enkyklikon) a tutti i vescovi, probabilmente scritta o quantomeno approvata da Timoteo e Pietro; con essa veniva chiesto di riconoscere come validi solo i primi tre sinodi ecumenici, ricusando quindi il concilio di Calcedonia, e di rifiutare il Tomo di Leone. Molti dei vescovi orientali (Evagrio parla di 500) accettarono di firmare la lettera; venne anche celebrato un concilio a Efeso, che appoggiò la circolare e si schierò su posizioni euticiane.
L'enkyklikon fu il primo documento pubblico dell'imperatore, abbozzato da Paolo il Sofista con la collaborazione di Timoteo Aeluro. Il testo si concludeva con l'anatema per chiunque non avesse confessato che «il Figlio prediletto di Dio si era realmente incarnato e fatto uomo dello Spirito Santo e della santa e sempre vergine Maria, Theotókos».
Accadde però che il Patriarca di Costantinopoli, Acacio, si rifiutò di ricusare le decisioni del Concilio di Calcedonia, che, tra le altre cose, aveva sancito il predominio del Patriarcato di Costantinopoli sugli altri, alla pari con la sede di Roma. Cercato e ottenuto il sostegno dei monaci e della popolazione della capitale, Acacio palesò il proprio disdegno ricoprendo le icone della chiesa di Santa Sofia con drappi neri, giungendo fino ad accusare Basilisco di essere un eretico. Nel 476, Acacio ristabilì il primato del credo calcedoniano, ribadendo la condanna di Nestorio e di Eutico. In seguito chiese il sostegno di Daniele lo Stilita, un asceta che viveva su una colonna e che era venerato dal popolo: Daniele scese dalla colonna e venne portato in spalla dal popolo; Basilisco gli si presentò affermando di essere un semplice soldato e promettendogli di annullare l'enciclica, ma Daniele lo rimproverò, minacciandolo della punizione eterna e chiamandolo «secondo Diocleziano». Daniele ed Acacio organizzarono delle processioni e pregarono contro Basilisco.

## Caduta e morte

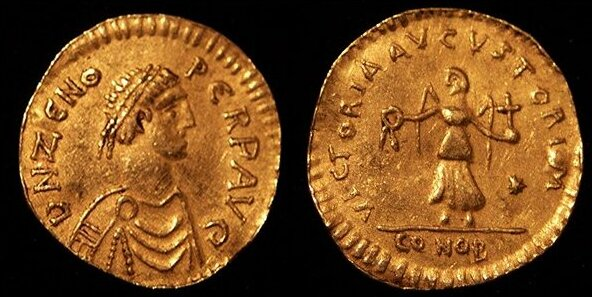
Tremisse coniato dall'imperatore Zenone. Zenone, il cui nome era in origine Tarasikodissa, era di origini isauriche, e perciò considerato un «barbaro» e malvisto dalla gente di Costantinopoli. Basilisco sfruttò l'impopolarità dell'imperatore per appropriarsi del trono imperiale, ma si rese inviso a sua volta, principalmente per le sue credenze religiose.

Poco dopo aver preso il potere, Basilisco inviò Illo e suo fratello Trocundo contro Zenone, il quale si era arroccato nella propria fortezza in Isauria e aveva ripreso la vita a capo del proprio popolo. Durante l'assedio della fortezza di Zenone, Illo e Trocundo ricevettero delle lettere da parte di alcuni dei più eminenti ministri della corte costantinopolitana, che chiedevano loro di favorire il ritorno di Zenone, in quanto la città preferiva ora un isaurico a un monofisita, la cui impopolarità era aumentata dalla pressione fiscale dei suoi ministri. Poiché Basilisco non aveva mantenuto alcune promesse fatte a Illo e a Trocundo, e poiché Illo aveva catturato il fratello di Zenone, Longino, e riteneva di poter così controllare uno Zenone eventualmente restaurato sul trono imperiale, invece di combatterlo si alleò con l'imperatore deposto, e con lui marciò su Costantinopoli nell'estate del 476. Quando Basilisco ricevette la notizia della minaccia incombente, capì di dover riottenere il sostegno di quegli alleati che si era alienato: la sua prima azione fu quella di annullare la propria circolare contro il concilio di Calcedonia con una contro-circolare, nell'intento di riconciliarsi col patriarca e la popolazione della capitale; purtroppo per lui era troppo tardi per rivolgere il clero e il popolo contro Zenone.
Armazio, in qualità di magister militum, fu inviato in Asia Minore con tutte le forze disponibili e l'ordine di opporsi all'avanzare dell'esercito isaurico; tuttavia Zenone inviò ad Armazio un messaggio segreto, col quale gli garantiva il mantenimento a vita del rango di Magister militum e l'elevazione del figlio al rango di Cesare. Armazio tradì dunque Basilisco alleandosi con Zenone, e marciò in Isauria attraverso una via diversa da quella percorsa da Zenone: questo tradimento decise il fato di Basilisco.
Nell'agosto 476 Zenone mise sotto assedio Costantinopoli. Il Senato della città aprì le porte della capitale al deposto imperatore, permettendogli così di riottenere il proprio trono. Basilisco si rifugiò nuovamente in una chiesa, ma fu tradito dal patriarca Acacio e si arrese con la propria famiglia, non prima di aver ottenuto da Zenone la solenne promessa che il loro sangue non sarebbe stato versato. Basilisco e la sua famiglia furono inviati in una fortezza in Cappadocia, dove furono rinchiusi in una cisterna vuota e fatti morire di fame.
Basilisco governò per venti mesi. Le fonti lo descrivono come un generale vittorioso, ma di lenta comprensione e facile a essere raggirato.